# Thành hệ đá vôi Leitha
Đá vôi Leitha là một hệ tầng địa chất ở Áo, Cộng hòa Séc và Ba Lan. Nó bảo toàn hóa thạch có niên đại từ Thế Trung đến Miocen muộn.

## Hóa thạch
Các hóa thạch khác nhau đã được tìm thấy trong sự hệ tầng:
- Aetobatis irregularis
- Araloselachus cuspidata
- Carcharias (Hypoprion) sp.
- Carcharias (Aprionodon) cf. collata
- Carcharodon hastalis
- Cetotherium priscum
- Coris sigismundi
- Eugaleus latus
- Galeocerdo aduncus
- Galeus aduncus
- Galeus cf. canis
- Halitherium schinzii
- Heterodelphis leiodontus
- Hemipristis serra
- Isurus desorii
- Kentriodon fuchsii
- Megalodon
- Metaxytherium medium
- Myliobatis cf. meridionalis
- Notidanus primigenius
- Odontaspis acutissima
- Odontaspis macrota
- Oxyrhina xyphodon
- Pachyacanthus suessii
- Prionodon sp.
- Raja sp.
- Sparus sp.
- Symphodus westneati
- Wainwrightilabrus agassizi